# 新疆蝟菊
新疆蝟菊（学名：Olgaea pectinata）是菊科蝟菊属的植物。分布在俄罗斯以及中国大陆的新疆等地，生长于海拔2,900米的地区，多生长在山坡，目前尚未由人工引种栽培。